# BBC Sport

2003 році-2017 році

BBC Sport («Бі-бі-сі спорт») — британський спортивний телеканал сформований, як самостійний телеканал в 2000 році.
Телеканал повністю присвячений спорту.
Інтернет-сайт http://www.bbc.com/sport/0/ [Архівовано 5 травня 2014 у Wayback Machine.] є найпопулярнішим спортивним сайтом в Великій Британії.
Українська інтернет служба BBC Sport http://www.bbc.co.uk/ukrainian/sport/ [Архівовано 10 квітня 2014 у Wayback Machine.]

## Історія
BBC транслює спорт протягом кількох десятиліть за індивідуальними назвами програм і заголовками покриття. BBC вперше почав бренд спорт охоплення як «BBC Sport» в 1988 році для літніх Олімпійських іграх 1988 в Сеулі. За запуском вебсайту BBC News, в 1997 році, спорт був включений в онлайн присутність ВВС вперше.
У 2000 році BBC Sport стала окремим відділом BBC на базі телевізійного центру BBC у Лондоні. В результаті, на сайті BBC Sport був запущений, хоча тісні зв'язки були збережені між редакторами сайтів BBC Sport і BBC News. На сайті містяться відомості про декілька видів спорту, які охоплюються BBC, у тому числі ключових спортивних та інших дрібніших спеціалізованих видів спорту.
У 2006 році відділ отримав Mihir Bose в новоствореній посаді «Спортивний видавець». BBC Sport також почав експериментувати з телебаченням високої чіткості, а саме мовлення 2006 Чемпіонат світу з футболу на BBC HD на, як частина більш великих експериментів в рамках BBC. Після офіційного запуску каналу BBC HD, BBC Sport розширили свої HD охоплення спорту.
Центр BBC Sport в MediaCityUK як видно на каналі BBC News в 2012 році
У травні 2007 року відділ BBC схвалив плани кількох BBC відомств, в тому числі BBC Sport, який буде переміщений в новий розвиток в Солфорді. Нова розробка в MediaCityUK знаменує собою важливу децентралізацію BBC відомств з Лондона і ключові інвестиції в на північ Англії, де BBC видатки в регіоні раніше був низьким. Відділ переїхав до Quay House.
У червні 2008 року інтерактивний сервіс був запущений BBC Sport на сервісну кнопку BBS Red Button .BBC Sport став доступний на всіх основних телевізійних платформах. Найкращим прикладом цього є охоплення Вімблдонського Турніру

## Телевізійні Спортивні права

### Теніс
BBC Sport в даний час володіє правами на трансляцію Вімблдонського тенісного турніру, Відкритий чемпіонат Австралії і Queen's Club Championships. Контракт Вімблдонського турніру був проведений по BBC з 1937 року і нинішній контракт триває до 2017 року, що робить цей договір найдовшим у світі. BBC виробляє понад 900 годин відеоматеріалів, яке поширюється на мовників у 159 різних країнах. Охоплення BBC Live представлена колишня британської тенісна зірка і 1976 Відкритий чемпіонат Франції чемпіон Sue Barker. В ході заходу, всі матчі транслюються в прямому ефірі або на BBC One, BBC Two, або BBC Red Button і програми «Основне», «Сьогодні на Вімблдоні», транслюється після кожного дня гри. Охоплення BBC на Вімблдоні починається щодня о 11.30 в перший тиждень і вони показують охоплення в зовнішніх судах до переїзду в шоу судів в 1:00 вечора. Охоплення починається BBC One в 1:45 вечора після Новин і продовжується там до 6 вечора, поки не триває BBC Two, до 4:20 вечора. Після різних програм, охоплення не повертається BBC Two до кінця дня, де висвітлювання бере на себе з Джон Інвердл. BBC може іноді порушити нормальний графік, якщо великий матч, який відіграє значну роль в турнірі, наприклад, матч за участю Енді Маррая, залишаючись на BBC One і переміщення BBC News, та інші програми для BBC Two, або якщо великий матч на Центральному корті і дах закритий, приклади з 2012 включають прострочені пошуку Мюррей, Надаль і Федерер.
Охоплення BBC Вімблдонського турніру представлений Сью Баркером з основними моментами, представлених Джоном Інвердалом. Додаткові коментатори, використані під час тенісного покриття включають Баррі Девіса, Джона Макінроя, Бориса Беккера, Джона Ллойда, Мартіну Навратілову, Вірджинію Вейд, Саманту Смітт, Трейсі Остін, Тім Хенмана, Ендрю Кастл, Ліндсей Девенпорт та інших.
Відкритий чемпіонат Австралії також транслюється на BBC, в першу чергу через BBC Red Button хоча значні матчі і матчі, що представляють інтерес для населення Великої Британії транслюються на BBC One або Two однак з 2012 року охоплення знизилося до даного часу тільки охоплення Чоловічої Статі і фіналу і жіночого фіналу на BBC One або BBC Two і їх HD еквівалентів. Покриття в останні роки була на якір Сью Баркер, Ендрю Кастл, Джон Ллойд, Джонатан Оверенд, Сем Сміт і Ендрю Коттера. Відкритий чемпіонат Франції транслювався по BBC, як правило, на червону кнопку, як на Відкритому чемпіонаті Франції до 2011 з фіналу на BBC Two, але ITV отримала права і покрили турнір в повному обсязі на ITV4 з охопленням вихідні на ITV, представлений Джоном Inverdale. BBC охоплює чемпіонат Агон на Queen's Club Championships в Лондоні, і володіє правами до 2017 року. Покриття зазвичай транслюються на BBC Two з 1 дня до 6 вечора, додаткове покриття на потоках BBC Red Button. Півфінали і фінал, як правило, в прямому ефірі і безперебійна трансляція на BBC One.
Від 1998—2009, BBC транслювало кожний матч Британського Кубка Девіса. Однак в 2014 році, коли ВВС оголосили, що вони показували Кубка Девіса BBC Three і BBC Two підписали спільну угоду з Eurosport, щоб показати всі Британії матчів протягом 3 років до 2017 року.

### Футбол

#### Міжнародний футбол
BBC проводить спільні справи, щоб показати Чемпіонат світу з футболу до 2014 року з ITV. Поруч дорівнює розкол групового етапу і плей — офф гри показані, в тому числі півфінал, і фінал, який показаний в обох мережах. Аналогічна угода існує на чемпіонат Європи. Всі ігри, крім фінальних групових ігор, які конфліктують, показані на BBC One або BBC Two, а також BBC HD. Крім цього матчі не відображаються на BBC One показаний на BBC Red Button або на BBC Three.
В даний час всі Шотландські виїзні матчі показані в прямому ефірі на BBC Scotland. BBC також транслює основні моменти всіх домашніх матчів Шотландії. Це покриття, як правило, показані на BBC One Шотландії або BBC Two Шотландії та одночасної на BBC Red Button для іншої частини Великої Британії, хоча так само він може з'явитися на загальнонаціональних мереж. До 2008 року всі ігри Північної Ірландії вдома, або в гостях не були показані по BBC Північної Ірландії на BBC One Північної Ірландії або BBC Two Північної Ірландії і вони були показані з 1980-х аж до 2008 року. У 2008 році права не передані Sky Sports.. Єдиний матч Англії, який транслювався був проти України в 2009 році на матч дня. Аналогічні мелірування домовленості для деяких з Уельсу, але вони зроблені BBC Уельсу S4C і деяких виїзних матчах показані BBC Уельсу.
У 2013 році BBC показали Кубок Конфедерацій 2-й раз з охопленням на BBC One і BBC Three.
У цьому ж 2013 році було оголошено, що всі Англійські матчі з 2014—2018 навіть кваліфікація або товариські матчі мають бути охоплені ITV з основними моментами на Sky Sports, ITV буде також охоплювати не — домашні Націй з міжнародного прямому ефірі на ITV4 кожен турів. в той час як всі інші домашні народи Великої Британії буде Жити на Sky Sports зі відблисків на ITV. Цілком імовірно, BBC Шотландії, BBC Уельс і BBC Північної Ірландії втратили свої права на основних моментів їх відповідного будинку нації в ITV з 2014, як права в даний час продаються УЄФА замість відповідним футбольної асоціації.

#### Вітчизняний Футбол
BBC також показують великі витяги з прем'єр -ліги. Матч дня показує основні моменти гри кожного суботніх а неділя гри покриті матч дня 2. Основні моменти футбольної ліги показані після матчу дня. Футбол Фокус транслюється щосуботи о 11 годині, для попереднього перегляду гри на вихідних, а також подальшої діяльності за підсумками доповідей хвилин гри в остаточний рахунок через вдень на BBC Red Button і BBC Red Button HD, а потім на BBC One. Як остаточні свистки підійти, охоплення перемикається на BBC One, де підсумковий рахунок продовжується в Англії та Уельсі, з шотландськими глядачами, здатними побачити Sportscene результати в цей час для особливим упором на Клайдсдейл Банк Прем'єр-лігу та інші підрозділи. В ШПЛ моменти показані, також під егідою Sportscene вечорами в понеділок. У Північній Ірландії аналогічний сервіс доступний під назвою «Підсумковий рахунок з Північної Ірландії», яка починається в 5:00 вечора, зрештою англійські і шотландські результати знаходяться в Кубку Шотландії і це, як правило.
Починаючи з 2009 року, BBC підписали контракт, щоб показати десять матчів чемпіонату на рік, Кубок Ліги до півфіналу виключно живуть і поділився пряму трансляцію фіналу з Sky Sports трирічний. Це також показує футбольної ліги і Кубок Ліги підкреслює шоу. BBC не відновив контракт, що означає, що пряму трансляцію повернеться виключно Sky Sports, але вони продовжували права на основних моментів показує так футбольної ліги Показати і Кубок УЄФА шоу тривали і після 2012—2013 року.
Основні моменти і прямої трансляції Кубка Шотландії і Кубка Ліги також показані в BBC Sport Шотландії, і на BBC Red Button в решті частини Сполученого Королівства. BBC Northern Ireland показують основні моменти Прем'єр-ліги, Кубок кооперативу Страхування ліги і JJB Sports ірландського чемпіонату разом із підсумковим рахунком з Північної Ірландії і показ прямої трансляції фіналу Кубка Ірландії та Ірландського Кубку ліги на матч дня з Північної Ірландії.
У липні 2013 року було оголошено, що BBC мають отримати назад права на Кубку Англії від початку 2014—2015 сезону в партнерстві з BT Sport відновлення права від ITV втративши їх в 2008 році. BBC відновлюють свою історію покриттям Кубку Англії, яке розпочалося в 1930 році на BBC TV Service. BBC покриті фіналі з ITV спільно з 1955—1988, то із неба від 1988—1997 і знову з неба від 2002—2008 роки. Згідно з новим контрактом ВВС охоплюватиме результати від кожного раунду в прямому ефірі на BBC One і BBC One HD, з охопленням на мобільний, планшет, в Інтернеті та на BBC Radio 5 Live.

#### Регіональні охоплення
Шотландське охоплення представлене Річардом Гордоном, Дугою Доннеллі і Дугою Вайпонд. Джейсон Мохаммад був представлений Уельс в суботу, поки програма не була припинена наприкінці 2008/09 сезону. Зараз він один з репортерів, им не т менш, він продовжує представляти Уельський футбол.
Охоплення BBC Північної Ірландії розміщується Стівеном Уотсоном або Марком Сідеботом.

#### ОхопленняЧемпіонату Європи 2012року
На Чемпіонат Європи 2012 Гарі Лінекер був головним ведучим покриття BBC Чемпіонату Європи 2012 року в Польщі та Україні, протистоячи всі основні матчі, включаючи ігри за участю Англії. Група експертів BBC футбольних експертів включені Юрген Клінсманн, Кларенс Зедорф, Алан Хансен, Алан Ширер, Лі Діксон, і Гаррі Реднапп

#### ПокриттяЧемпіонату Світу 2014року
Гарі Лінекер буде головним ведучим покриття BBC 2014 на Чемпіонаті світу з футболу. Вони пройдуть охоплення зі студії в Бразилії, яку вони зробили для кожного чемпіонату світу починаючи з Чемпіонату Світу 1998 році в Франції. Поки Ріо Фердинанд, Філ Невілл і Тьєррі Анрі, які були додані до звичайного команди BBC, щоб стати вченими мужами для турніру разом MOTD завсідники Алан Ширер і Алан Хансен. Кларенс Зедорф знову буде частиною команди. Коментатори на BBC до турніру відносяться Гай Моубрей, Джонатан Пірс, Стів Вілсон і Саймон Бразертона. Гай Моубрей буде розповідати про матчі Англії.

### РегбіСоюз
BBC володіє винятковими правами на чемпіонати Шести Країн у Великій Британії і не зробить цього до 2017 року. Він показує всі матчпо BBC One або BBC Two. Покриття з цих ігор доповнюється інтерактивними послугами на BBC Red Button.
BBC провела ексклюзивні права на показ EDF Кубок Energy до сезону 2009/2010, коли ці права були придбані Sky Sports. BBC Уельс, BBC Альба і BBC Північної Ірландії мають спільні права показувати Чемпіонат Англії, поряд з S4C в Уельсі і RTE, і TG4 в Ірландії. BBC Уельс і BBC Північної Ірландії показують матчі вечорами в п'ятницю і, як правило, охоплення BBC Уельс показані по усій Великій Британії на BBC Red Button. Найважливіші з Magners League наведені в Scrum V на BBC2 Уельсу та BBC Red Button поруч коротких моментів в Уельсі в суботу на BBC One. BBC Sport Wales / Chwaraeon Cymru також виробляє покриття валлійської мови S4C х роках Magners Ліги та EDF Кубка енергетики під брендом Y Clwb Rygbi. Це тому, що BBC зобов'язаний надати S4C з декількох годин програмування на тиждень. BBC Two в Уельсі часто показує Уельс збірну регбі до 20 років гри Шести Націй, які також показані на BBC Red Button в Англії, Шотландії і Північної Ірландії. Sky Sports мають права на Pro 12 від 2014—2015, але BBC ведуть переговори, щоб зберегти покриття на BBC Alba, BBC Уельсу та BBC NI як Sky права не є ексклюзивними.
Охоплення регбі на BBC Sport в даний час представлені Джоном Інвердалом, Габбі Логаном і Джейсоном Мухаммеда.
BBC Північної Ірландії охоплення розміщується Стівен Уотсон або Ґевюн Ендрюс з експертами, які використовуються, щоб грати для Ольстера, такі, як Брін Каннінгем і Енді Уорд, Коментар є Джим Неллі і Раян Констебл. Охоплення BBC Уельс, як правило, розміщується Россом Харрісом

### Ліга Регбі
BBC поділилося перехідним кубком раунду, в якому клуби Суперліги ведуть з Sky Sports. Охоплення показану на BBC One і BBC Two і це, як правило, складається з одного матчу в турі на BBC, BBC потім показали всі, чотири чвертьфінали, і показали в прямому ефірі ексклюзивне охоплення обох півфіналах та фіналі з відблисків на Sky Sports. BBC також показують моменти Суперліги наведені в Суперлізі Показати вечорами в понеділок на BBC One в північних регіонах, який повторюється на національному наступного дня в 1 вечора на BBC Two. Раніше виробництва BBC Йоркшир в Лідсі, шоу тепер роблять в нових студіях BBC Sport за адресою MediaCityUK в Salford Quays. Національна ліга плей- офф також покрита на Super League Show. BBC також охоплюватиме 2014 і 2016 Турніри Чотири Націй та 2017 Футбол Кубок світу це означає, ВВС в даний час домом Англії регбі приймаючи прав від Sky Sports.
Охоплення Футболу було представлене Клером Болдінгом з 2006 по 2012 роки, але з 2012 року був розміщений Марк Чепмен. Болдінг продовжило покриття спорту для ВВС з 2013 року.

### Автоспорт
BBC не були покриті Формулою-1 протягом багатьох десятиліть, до 1996 року, початок покриття був спрямований на дивну гонку в календарі, до введення в 1976 році програми, яка потім показувала весь чемпіонат Формули-1. Формула-1 була показана під прапором Гран-прі гонки. Охоплення було розширене у 1990-ті роки, коли всі гонки, навіть відбіркові були показані в прямому ефірі. Втрата прав на ITV було помічене, як приклад зниження відділу BBC Sport наприкінці 1990-х, хоча, як і крикет, BBC продовжував виходити в ефір кожну гонку в прямому ефірі на свої послуги радіозв'язку.
2009 ознаменував повернення телерепортажів BBC Формули Один після відсутності в розмірі 12 років. П'ятирічну операцію було оголошено в березні 2008 року, треба було замінити існуюче охоплення в ITV. Джейк Хамфрі якір охоплення Девід Култхард і Едді Джордан виступають, як мужі. Брандл і Кравіц були єдиними членами ITV F1 команди, яка зробила крок до команди BBC F1. Легендарний коментатор Мюррей Вокер, який коментував F1 як для BBC і ITV протягом 50 років, повертається як частина команди, забезпечуючи аналізи і думки на Ф1 сайті BBC. У 2011 відбулася зміна в BBC команді: Джонатан Легард був замінений Мартіном Брандлом, як ведучий коментатор і Девід Култхард приєднався до нього в полі коментаторів.
BBC Red Buton запропонували ввести альтернативне BBC Radio 5 Live з коментарями від Девіда Крофта, Ентоні Девідсона і Наталі Пікман і на сезон 2009 коментарі CBBC від Майкла «ABS» Авесалома, Дена Кларксона і Перрі Маккарті були доступні. BBC Red Buton також запропонувало спліт-екран (із зазначеним основним охопленням поряд бортового зору камери і рухомих лідерів) і прокатні Ключові пакети. Формула 1 водій Tracker, за умови, ФОМ, була введена в 2010 році на Гран-прі Великої Британії і доступний як онлайн, так і на BBC Red Buton. BBC Three грає роль в Єдиному покритті Формули-1 з програмою за годину освітлюються. У п'ятницю безкоштовні практичні заняття, в суботу також показані на BBC Red Buton.
У середині сезону 2011 року, BBC оголосила, що вона не вступила в нову угоду, в якій було б поділитися прав F1 мовлення з Sky з 2012 до 2018 року, включаючи всі практики і кваліфікаційні сесії на додаток до рас. Sky буде в змозі показати всі раси живуть і BBC зможе по телебаченню десять гонок в прямій трансляції, і показати розширені основні моменти всіх рас, навіть, якщо буде показана в прямому ефірі на затримки новин. Гран-прі Великої Британії і остання гонка повинна бути показаною в прямому ефірі на BBC за договором .] Оголошення було спірним, з ранніх обіцянок, що раси б бути безперервним рекламою мало, щоб придушити високо негативну реакцію з боку вболівальників і спостерігачів робить. Перед остання гонка сезону BBC і Sky оголосила про повний план на 2012 рік, відкриваючи гонки якому BBC змогли б транслюватися в прямому ефірі.
Sky запустив новий канал березня 2012 під назвою Sky Sports F1 з Мартіном Брандлом, Девідом Крофтом, Тедом Кравітцом, Ентоні Девідсоном і Наталі Пінкхем.
BBC оголосила, що Джейк Хамфрі, Девід Култхард, Едді Джордан, Бен Едвардс, Мюррей Вокер і Лі Маккензі стануть частиною їхньої команди, покриття буде організоване в 2012 році. Пізніше було підтверджено, що Гері Андерсон буде приєднаний до них як технічний аналітик. BBC Radio 5 Live F1 Team поїхав в Sky, але було оголошено, що 5 січня 2012, як Джеймс Аллен повернеться в коментаторський ящик для BBC Radio в 2012 році з Хайме Альгерсуарі і колишнім Moto GP провідним Дженні Гоу як піт-репортером.
18 вересня 2012, було оголошено по BBC, що Хамфрі має залишити Формулу-1 охоплення BBC наприкінці сезону 2012 року з особистих причин. Там пройде охоплення BT Sport, прем'єр-ліги в 2013 році, а потім було оголошено, що 21 грудня 2012 Сюзі Перрі буде заповнювати роль в 2013 Форули-1 сезону. Інші відповідні кандидати на роль, як думали, бути Марк Pougatch, але BBC Radio 5 Live ведучий, і Лі Маккензі, та BBC F1 піт-лейн репортер і заступник господар. 6 березня, повний 2013 Команда була оголошена. Том Кларксон мав би приєднатися до команди, як піт- репортер поряд з Гоу і Маккензі. Алан Макніш приєднався BBC Radio 5 Live, Заміна Альгерсуарі в деяких гонках в той час як Гері Андерсон б розповідають про інших. Крім того практика буде рухатися від BBC Red Button на BBC Two для живих рас. Водій Mercedes Льюїс Хемілтон приєднався до команди писати щотижневу колонку, замінивши Марка Веббера. За сезон 2014 була оголошена команда BBC залишиться без змін, крім Гері Андерсона поїхав і Алан Макніш, який мав грати роль на BBC TV і BBC Radio на майбутній сезон. Марк Веббер також був доданий в коментаторську команду з 2014 року. Для першої гонка 2014, яка була показана як відблиск на BBC McNish з ознаками поряд Култхард, як вчених мужів з Suzi Perry для частини до і після аналізу гонки в той час як було оголошено, що Веббер і Йорданія приєднаються до охоплення в кінці сезону.

### Мотоспорт
BBC Sport накрила North West 200 з 2007 року на BBC Північної Ірландії з охопленням в день одної гонки в прямому ефірі на сайті BBC Sport Північної Ірландії і на BBC Two Північної Ірландії. Вони доступні на BBC Iplayer а іноді транслюються на BBC Two на національному рівні.